# Altopiano di s'Aspru
L'altopiano di s'Aspru si estende, ai confini del complesso basaltico di Monte Ruju-Monte Percia, nella Sardegna nord-occidentale, su una superficie di 50 ha. Ubicato nel territorio del comune di Siligo, si trova ad un'altitudine compresa tra 330 e 350 metri.

## Siti archeologici
Il perimetro dell'altopiano  è costellato di resti di vari nuraghi quali: il Nuraghe Conzattu,  il nuraghe Ponte Molinu, il nuraghe Santu Filighe, il nuraghe S'Iscala Ruja e ad ovest, nel versante meridionale della vallata, il nuraghe Caspiana..  A sud dell'altopiano, nella valle sottostante, si estende il Parco archeologico di Mesumundu.

## La casa colonica di Diego Murgia
L’ingegnere Diego Murgia, nonostante vivesse a Roma con la consorte M. Annunziata Vivanet, sull'altopiano aveva costruito un grande immobile. Probabilmente intendeva utilizzarlo per ospitare bambini orfani e fare formazione professionale, ma non si fece niente. L'ingegnere morì nel 1938 e l'edificio e le terre di S'Aspru e dintorni passarono alla moglie; a sua volta, quest'ultima le legò in eredità all'arcivescovo di Sassari.
Una volta in possesso della Curia di Sassari, l’arcivescovo Paolo Carta, utilizzò la casa come colonia estiva per i bambini, ma verso la fine degli anni '70 l'edificio era in stato di abbandono. Negli anni ottanta Carta accolse la richiesta del padre francescano Salvatore Morittu.

## La comunità di S’Aspru
Nel 1980 Salvatore Morittu, come iniziativa dei Frati Minori Francescani di Sardegna, aveva fondato l’associazione di volontariato senza fini di lucro Mondo X - Sardegna. Nel maggio del 1982, una volta presa in possesso la villa e la grande estensione di terreni, la comunità iniziò la sua attività. 
Dal punto di vista istituzionale, quella di s'Aspru, è una comunità terapeutica residenziale per tossicodipendenti, che fa parte del sistema socio-sanitario regionale.